# Josep Fornas
Josep Fornas Martínez (Barcelona, 19 de octubre de 1924-4 de enero de 2021) fue un editor y político español.

## Biografía
Su familia era originaria del Alto Mijares (Castellón), pasó la Guerra Civil en Caspe y Alcañiz. Tras la guerra, volvió a Barcelona y se graduó en el Instituto Católico de Estudios Sociales de Barcelona, en 1948. En 1950 se casó con Clara Prat i Turu, con la que tuvo cinco hijos: Jordi (1952); Rosa (1953); las gemelas Núria y Lluïsa (1957) y Laura (1966).

## Trayectoria
Trabajó para Ediciones Daimon y mantuvo contactos con el Partido Socialista Unificado de Cataluña (PSUC) y Estat Català (merced a su amistad con Josep Planchart), hasta que en 1957 se afilió a Unión Democrática de Cataluña. Mantuvo contactos con Josep Benet, Josep Dalmau, Josep Espar, Albert Manent y Jordi Pujol, y reorganizó la Federació Nacional d'Estudiants de Catalunya (FNEC). En 1962 viajó a París y por mediación de Josep Andreu conoció a Josep Tarradellas, de quien sería desde entonces colaborador. Publicó en revistas como Pont Blau y Serra d'Or, y en 1961 participó en los Juegos Florales de Alguer, en los que recibió el premio del Instituto de Estudios Catalanes (IEC) por su trabajo titulado Estadística de la lengua catalana. También participó en la Difusora Editorial Catalana con Jordi Úbeda Bauló y Josep Espar, y con otras editoriales como Claris y L'Arc de Berà.

### Editorial Pòrtic
Josep Fornas fundó en 1963 en Barcelona la Editorial Pòrtic, con la colaboración inicial de Rafael Tasis, un hombre de una generación anterior, que murió en 1966. Se trataba de una editorial pequeña, alternativa a Edicions 62, creada un año antes, y con personas vinculadas al exilio. En 1986, Fornas cedió el testigo a Carme Casas i Mas.

### Etapa democrática
Llegada la Democracia, en 1976 se afilió a Esquerra Republicana de Catalunya (ERC) y trabajó junto a Heribert Barrera y otros reorganizando el partido. Fue candidato de ERC en las elecciones generales de 1977, pero no salió elegido. Sí lo fue, en cambio, tres años más tarde, en 1980, cuando fue elegido diputado por la circunscripción de Barcelona en las Elecciones al Parlamento de Cataluña de 1980. Fue el presidente del grupo parlamentario de ERC, también fue miembro de la Diputación Permanente, vicepresidente de la Comisión de Industria, Energía, Comercio y Turismo, secretario de la Comisión de Economía, Finanzas y Presupuesto y vicepresidente de la Comisión de investigación sobre un posible déficit en los servicios transferidos de la Seguridad Social. En 1984, se retiró de la política y dos años después, en 1986 cedería el puesto en Editorial Pòrtic.
Durante las décadas de 1950 a 1970 atesoró un amplio fondo bibliográfico, junto a carteles de propaganda de la Segunda República Española, que en 1985 cedió al Parlamento de Cataluña. También fue socio del Ateneo Barcelonés.
En abril de 2010 fue galardonado con la Creu de Sant Jordi por parte de la Generalidad de Cataluña.